# Fires i Festes de la Santa Creu
Les Fires i Festes de la Santa Creu són la festa major de la ciutat de Figueres. Se celebren als voltants del 3 de maig amb una setmana de duració. S'inicien el divendres amb la cercavila dels grups de cultura popular de la ciutat, el pregó inaugural i l'elecció de la pubilla de l'Empordà. El dia central de la festa és el 3 de maig, diada de la Santa Creu, però el dia que recull més afluència de forasters és l'1 de maig, que coincideix amb la festa del treball. És una de les festes més reconegudes del territori gironí.

## Història
El mes de setembre de 1419 el rei Alfons el Magnànim va signar quatre decrets sobre Figueres, tres dels quals confirmaven els privilegis concedits pels seus antecessors i el quart, amb data de 28, establia, a més de les fires habituals, una altra que havia de començar vuit dies abans de la festivitat de la Santa Creu, el dia 3 de maig, i havia de prolongar-se fins a la festivitat. Aquesta es convertí en la gran fira de la comarca, ja que la gent de tots els pobles aquest dia s'encaminaven a Figueres, on el mercat contenia tota mena de bestiar i mercaderies. La fira de bestiar es feia fora muralla, on avui hi ha la placeta baixa de la Rambla, i la de mercaderies, a la plaça de l'Ajuntament i als carrers dels voltants. La Fira de la Santa Creu va aparellar-se el 1819 amb un dia de festa i van començar a néixer les Fires i Festes de la Santa Creu.

## Activitats tradicionals
Avui, les activitats de fires com a tals segueixen sent molt importants i se celebren les següents:
- Fira d'Alimentació (des de 1985),
- Fira del Segell, Moneda i Col·leccionisme (des de 1978)
- Fira de Dibuix i Pintura (des de 1961),
- Fira del Llibre Vell i d'Ocasió (des de 1979),
- Fira d'Artesania (des de 1982),
- Trobada de Plaques de Cava (des del 2002)
- Trobada de puntaires
- Fira dels Ocells i la Natura.

### Activitats festives
- L'Embarraca't és un festival de música variada que se celebra durant les Fires i Festes de la Santa Creu durant la setmana anterior al 3 de maig. El festival acaba el dia 3 de maig, que és el dia de la Santa Creu i comença una setmana abans. Els escenaris pels concertsm, coneguts com a barraques, se situen als afores de la ciutat per evitar molèsties de sorolls amb el veïnat. Les barraques, amb venda de begudes i menjar ràpid, són organitzades per institucions figuerenques. A l'edició de l'Embaraca't del 2011 s'hi van fer divuit actuacions i més de 20 000 espectadors van passar-hi.[2] A part, d'actuacions musicals, també organitzen altres activitats.[3]
- Desfilada de gegants
- Capgrossos
- Atraccions de fires
- Sardanes
- Activitats esportives i partits dels equips locals en les diferents modalitats d'esports.
- Rua infantil (nens i nenes de primària amb les escoles) (des de 1995)
- Proclamació i comiat del pubillatge.

### Competicions esportives
Dins la programació esportiva destaquen diferents modalitats, com els campionats de dards, petanca i ping-pong, la Marxa Cicloturista (des de 1980), la jornada de portes obertes del club HOQUEI FIGUERES i partits tant de voleibol, bàsquet, tennis i futbol dels equips locals contra equips de província.

### Música
Dins les activitats musicals destaca la programació de balls de diferents gèneres i procedències i, especialment, el famós festival, sobretot entre els joves, "Embarraca't", que compta amb la participació de moltes de les entitats de la vila, que aquests dies gestionen les casetes -unes barres de bar anomenades "barraques"- amb l'objectiu d'obtenir finançament per a les seves activitats anuals. Anualment, una vegada acabat tot el conjunt d'activitats, fires i festes, es realitza un castell de focs que dona pas al tancament de les fires.